# Лолаев, Арнольд Георгиевич
Лола́ев Арно́льд Гео́ргиевич — российский художник и скульптор, член Союза Художников России и Московского Союза Художников.

## Биография
Арнольд Георгиевич Лолаев родился в 1946 году в городе Цхинвали Юго-Осетинской Автономной области.
Окончил художественную школу в Тбилиси, затем в 1965 году окончил Цхинвальское художественное училище имени М. С. Туганова, и в 1971 году МГАХИ имени В. И. Сурикова. Среди его преподавателей были Юрий Колпинский, Михаил Алпатов, Николай Третьяков, большое влияние оказал Александр Дейнека.
Арнольд Лолаев создал монументальные произведения для общественных зданий в Зугдиди, Тбилиси, Пскове.
Одной из его значительных работ является барельеф в камне на тему истории медицины для конференц-зала в Онкологическом центре АМН СССР, созданный в период с 1977 по 1982 годы. Общая площадь композиции около 90 квадратных метров, высота фигур на этом скульптурном панно до 4 метров.
Арнольд Лолаев принимает участие в художественных выставках с 1969 года. Участник республиканских, всероссийских и международных выставок. Его произведения находятся в частных коллекциях в России и за рубежом.
В 2012 году художник награждён Золотой медалью за вклад в отечественную культуру от Творческого Союза художников России.
В настоящее время А. Г. Лолаев занимается станковой живописью, скульптурной и декоративной керамикой, ведет занятия с учениками в собственной творческой студии в Москве.